# Ante Šprlje
Ante Šprlje (Metković, 20. kolovoza 1979.), bivši je ministar pravosuđa Republike Hrvatske.

## Životopis
Ante Šprlje rođen je u Metkoviću 20. kolovoza 1979. godine. Godine 2002. je diplomirao na Pravnom fakultetu u Zagrebu. Državni stručni ispit položio je 2005., a pravosudni ispit 2007. Od 2012. obnašao je dužnost suca Općinskog suda u Metkoviću i Općinskog suda u Dubrovniku.
Osim hrvatskoga govori i engleski i njemački.

## Vanjske poveznice
- Službene stranice Vlade RH